# 2478 Tokai
2478 Tokai (1981 JC) är en huvudbältesasteroid som upptäcktes den 4 maj 1981 av den japanske astronomen Toshimasa Furuta i Tokai. Den är uppkallad efter den japanska staden Tokai.
Eftersom asteroidens albedo är okänd, kan storleken endast uppskattas till cirka 7–15 km som är baserad på den absoluta magnituden (H), 12,8.
Den tillhör asteroidgruppen Flora.
Tisserands parameter på Jupiter är 3,640.

## Satellit
Fotometriska observationer år 2007 visade en ≈ ≥ 7 km satellit med en omloppstid på 25,885 timmar.